# Mare Fecunditatis
Mare Fecunditatis ("Frugtbarhedens Hav") er et mareområde på Månens forside beliggende lige øst for Mare Tranquillitatis ("Stilhedens Hav"). Dens diameter er på 909 km. Havbassinet stammer fra Præ-Nectarian-perioden, mens materialet rundt om havet stammer fra Nectarian. Materialet i selve havet stammer fra Øvre Imbrian og er relativt tyndt sammenlignet med de nærtliggende Mare Crisium ("Dommenes Hav") og Mare Tranquillitatis. Mare Fecunditatis' deler bassin med Crisium, Tranquillitatis og Mare Nectaris ("Nektarhavet"). Den støder direkte op til Tranquillitatis på Fecunditatis' nordvestlige kant. På Fecunditatis' østside findes krateret Langrenus, og tæt på centrum i havet ligger de to kratere Messier A og B. Sinus Successus ("Medgangens Bugt") ligger lige øst for havet.

## Ekstern henvisning
- Beskrivelse på Nasas måneatlas Arkiveret 22. marts 2009 hos  Wayback Machine